# Салтыков, Борис Георгиевич
Бори́с Гео́ргиевич Салтыко́в (27 декабря 1940, Москва — 4 июля 2025, Москва) — российский государственный деятель, политик.

## Биография

### Образование и научная деятельность
В 1964 году — окончил Московский физико-технический институт по специальности «инженер-физик».
В 1967 году — окончил аспирантуру МФТИ.
С 1972 года — кандидат экономических наук (тема диссертации «Моделирование производственных структур и вопросы управления фирмами»). Член КПСС до августа 1991 года.
В 1976—1986 годах — младший научный сотрудник, ведущий инженер, старший научный сотрудник, и. о. заведующего лабораторией, заведующий отделом и секретарь парткома Центрального экономико математического института Академии наук СССР.
В 1986—1990 годах — заведующий отделом Института экономики и прогнозирования научно-технического прогресса Академии наук СССР.
В 1990—1991 годах — заведующий отделом Института народнохозяйственного прогнозирования Академии наук СССР.
В 1991 году — заместитель директора по научной работе Аналитического центра Академии наук СССР по проблемам социально-экономического и научно технического развития.

### Государственная деятельность
С 11 по 28 ноября 1991 года — министр науки и технической политики РСФСР.
С 3 декабря 1991 года по 25 марта 1993 года — министр науки, высшей школы и технической политики России.
C 30 ноября 1992 года по 6 декабря 1996 года — председатель Государственного экспертного совета при Президенте Российской Федерации по особо ценным объектам культурного наследия народов Российской Федерации.
С 4 июня 1992 года — заместитель председателя правительства Российской Федерации.
С 21 августа 1992 года по 4 ноября 1996 года — председатель Комиссии Российской Федерации по делам ЮНЕСКО.
С 23 декабря 1992 года по 25 марта 1993 года — заместитель председателя Совета министров — правительства Российской Федерации в первом правительстве В. С. Черномырдина.
С 1992 года по 14 октября 1996 года — полномочный представитель правительства Российской Федерации в Объединённом институте ядерных исследований.
С 25 марта 1993 года по 14 августа 1996 года — министр науки и технической политики Российской Федерации.
С декабря 1993 года по январь 1996 года — депутат Государственной Думы Российской Федерации I созыва (по общефедеральному списку «Выбора России»), входил во фракцию «Выбор России», являлся членом Комитета по образованию, культуре и науке. В марте 1994 года член инициативной группы по созданию партии Демократический выбор России (ДВР).

### Карьера после ухода из органов государственной власти
С 1996 года по 2003 год — член Стратегического комитета «Института Открытого общества» (фонд Сороса), курировавшего программу «Создание сети Интернет центров».
С 7 марта 1998 года по 27 апреля 2000 года — генеральный директор федерального государственного унитарного предприятия «Российские технологии».
Являлся президентом некоммерческого партнерства «Инновационное агентство», а так же председателем Совета директоров издательского дома «Сумма технологий».
Президент Ассоциации содействия развитию научно-технических музеев «АМНИТ».
Преподавал в Высшей школе экономики, являлся профессором кафедры управления наукой и инновациями департамента политики и управления факультета социальных наук, член Учёного совета Российского научно-исследовательского института экономики, политики и права в научно-технической сфере (РИЭПП), профессор.
Являлся соруководителем рабочей группы по разработке долгосрочного прогноза научно технологического развития Российской Федерации на период до 2025 года.
В 1999 году избран иностранным членом Американской академии искусств и науки (англ. American Academy of Arts and Science) по отделению Public Relations and Business Administration.

### Работа в Политехническом музее
В июле 2010 года был назначен генеральным директором Политехнического музея.
В июле 2013 года объявлено о назначении президентом Политехнического музея.
Умер 4 июля 2025 года в возрасте 84 лет.

## Награды
- Памятная юбилейная медаль «Манас-1000» (27 октября 1995, Кыргызстан) — за вклад в укрепление дружбы и сотрудничества между народами Кыргызской Республики и Российской Федерации[25].
- Почётная грамота Правительства Российской Федерации (27 декабря 2000) — за заслуги перед государством и многолетний добросовестный труд[26].
- Нагрудный знак РФ «За вклад в российскую культуру» (2013, Министерство культуры Российской Федерации)[27].

## Труды
Является автором более 100 публикаций, в том числе 3 монографий, среди которых:
1. Салтыков Б. «Наука в экономической структуре народного хозяйства» М.., «Наука», 1991.
2. Салтыков Б. Г. Российская наука — тяжелое время реформ // Российская наука: состояние и проблемы развития. Новосибирск: Издательство СО РАН. 1996.
3. Салтыков Б. Г. Роль научных фондов в трансформации Российской науки (1992—1996). В трудах Международного семинара «Роль научных фондов в поддержке мировой науки» (3-5 сентября 1997) г. Минск, Белорусский республиканский фонд фундаментальных исследований. 1998 г. С. 24.
4. Салтыков. Б. Г. Государственные научные фонды в России: деятельность, проблемы, перспективы. Материалы «круглого стола», (Москва, 25 октября 1999 г.) // Науковедение, 2000, № 1.
5. Салтыков Б. Реформа науки упирается в реформу академического сектора. В кн. А. Ваганов. Диалоги о научно-технической политике. М.: ООО «Полиграфикс», 2001. — С. 50-56.
6. Салтыков Б. Вишневый сад российской науки./ В кн. А. Ваганов. Диалоги о научно-технической политике. М.: ООО «Полиграфикс», 2001. — С. 175—190.
7. Салтыков Б. Особенности российской модели науки переходного периода. В кн. Роль международных организаций в развитии общеевропейского научно-технического пространства. (Материалы международного симпозиума, Киев, 22-25 сентября 2001 г). Киев, Изд-во УАННП «Феникс», 2002, С. 178—183. ISBN 966-651-087-1
8. Салтыков Б. Г. Актуальные вопросы научно-технической политики //Науковедение, 2002, № 1, С. 50-68.
9. Салтыков Б. Реформирование российской науки: анализ и перспективы // Отечественные записки, 2002, № 7, С. 25-42.
10. Салтыков Б. (в соавторстве с И. Дежиной). Об эффективности использования бюджетных средств в российской науке.// Экономика и методические методы, 2002, том 38, 2, С. 36-48.
11. Салтыков Б. Г. Будет ли реформироваться российская наука? / В кн. Науковедение и организация научных исследований в России в переходный период. Материалы конференции (24-26 июня 2003 года, Санкт-Петербург) Санкт-Петербург, Изд-во «Нестор-История», 2004 . С. 16-26.
12. Салтыков Б. Г. Инновации, бизнес, власть в современной России. Материалы «круглого стола», Москва, 12 ноября 2003 г. // «Науковедение», 2004, № 1, С. 7-28.
13. Салтыков Б. (в соавторстве с И. Дежиной). Механизмы стимулирования коммерциализации исследований и разработок. Монография.: ИЭПП, научные труды 72Р, 2004, 152 с.
14. Салтыков Б. (в соавторстве с И. Дежиной). Механизмы стимулирования коммерциализации исследований и разработок. // Общество и экономика, 2004, № 7-8.
15. Салтыков Б. Пути создания целостной системы бюджетных и внебюджетных федеральных, региональных и отраслевых фондов, действующих в научно-технической сфере России. М., «Бюро экономического анализа», 2004. 162 с.
16. Салтыков Б. (в соавторстве с И. Дежиной). Становление российской национальной системы и развитие малого бизнеса // Проблемы прогнозирования, 2005, 2, С. 118—128.
17. Салтыков Б. Г. Уроки реформирования российской науки (последнее десятилетие XX-начало XXI в.) // Альманах «Наука, Инновации, Образование». Федеральное агентство по науке и инновациям. Российский НИИ экономики, политики и права в научно-технической сфере (РИЭПП), 2006 г., С. 8-28.
18. Салтыков Б. Фундаментальная наука сегодня — это вопрос адекватного выбора приоритетов, менеджмента и организационных структур. — Программа стипендий Федерального канцлера ФРГ для молодых лидеров из России: первые итоги/ под ред. А. А. Яковлева. — М.:ИГ "СОЦИН"б 2007. — с.79-83.
19. Saltykov B., Breaking up is hard to do // Nature. Vol. 449/4, October, 2007.
20. Салтыков Б. Укрощение строптивой // Независимая газета, 2.07.2007 г.
21. Салтыков Б. Зачем России гибкая наука? Интервью на сайте ОРЕС. Август 2007 г.
22. Салтыков Б. Стратегия развития новых инструментов и стимуляции инновационной деятельности в России. Доклад на Форуме по развитию партнёрства между Финляндией и Россией. Хельсинки, ноябрь 2007 г.
23. Салтыков Б. Коалиция для будущего. Стратегия развития России в 2007—2016 гг. В составе коллектива авторов. Материалы конференции «Россия в 2008—2016 гг.: Сценарии экономического развития». М., РИО-Центр, 2007 г. 67 с.
24. «Проблемы и перспективы формирования эффективной инновационной системы России». Доклад на круглом столе ГУ ВШЭ к VIII Международной научной конференции «Модернизация экономики и общественное развитие». 16 с. 4 апреля 2007 г. На правах рукописи.
25. Салтыков Б. Г. Российская наука в глобальном мире. Независимая газета 02.09.2007 г., 0,5 п.л.
26. Салтыков Б. Г. Реформа научно-технического комплекса России в 1990-е годы / Реформа российской экономики в 1990-е годы. Под ред. Е. Т. Гайдара и А. Б. Чубайса). М., ИПП, 36 стр., 2,3 п.л. 2009.